# Eleccions municipals de 2011 a Valls
Les eleccions municipals de 2011 a Valls van ser unes eleccions locals que es van celebrar el diumenge 22 de maig de 2011 a Valls, a l'Alt Camp, com a part de les eleccions municipals espanyoles. Es van triar els 21 regidors de l'Ajuntament de Valls.

## Sistema electoral
Les eleccions als ajuntaments de l'Estat espanyol estan fixades per celebrar-se el quart diumenge de maig cada quatre anys. El sistema electoral fa servir la regla D'Hondt amb representació proporcional, llistes tancades i una barrera electoral del 5% dels vots vàlids, que inclou els vots en blanc. La votació per a l'assemblea local es basa en el sufragi universal.
En les eleccions municipals, la circumscripció electoral és el municipi i el nombre d'escons (o sigui, regidors) a triar del municipi es determina en funció del nombre d'habitants censats en aquest municipi. En el cas de Valls, en tenir 17.260 persones censades, l'hi correspon 21 regidors.

## Candidatures
El 26 d'abril del mateix any, la Junta Electoral de Zona de Valls va proclamar sis candidatures del municipi de Valls en el Butlletí Oficial de la Província de Tarragona.
| Partit polític | Partit polític                                             | Cap de llista             | Llista de candidats |
| -------------- | ---------------------------------------------------------- | ------------------------- | --- |
|                | Convergència i Unió (CiU)                                  | Albert Batet Canadell     | Llista 1. Albert Batet Canadell 2. Maria Carme Mansilla Cabre 3. Martí Barberà Montserrat 4. Jordi Garcia Ventura 5. Judit Fàbregas Gaya 6. Joan Carles Solé Estil·les 7. Assumpció Casañas Pareta 8. Eduard González Ribas 9. Maria Dolors Farré Cuadras 10. Manel Odina Roig 11. Albert Bigorra Sugrañes 12. Bàrbara Flores Vera 13. Enric Garcia Carmona 14. Rocío Martínez Cañete 15. Francesc Rull Ferré 16. Maria Candela Girona Llauradó 17. Jordi Peris Gomà 18. Jordi Mateu Tudó 19. Nil Magriñà Roca 20. Pepita Tomàs Mateu 21. Roman Galimany Solé Suplents: Laura Nadal Abellà, Albert Ollé Miró, Mònica Martínez Gabarró, Lydia Esteve Jornet, Ignasi Urquia Benaiges, Maria dels Àngels Foch Fuster, Ramon Cuadras Palau, Antonino Mestieri Clotet, Maria Rosa LLurba Caparó, Jordi Mercadé Compte                             |
|                | PSC-Progrés Municipal (PSC-PM)                             | Núria Segú i Ferré        | Llista 1. Núria Segú Ferré 2. Rosa Maria Ibarra Ollé 3. Jaume Tous Rubio (Independent) 4. Manel Ordoño Ferré 5. Josep Ramon Moreno Martos 6. Eva Sánchez Calderón 7. Josep Sanchez González 8. Juanjo Gómez Navarro (Independent) 9. Sara Pagà Valero 10. Jordi Gabas Romans 11. Antonio Pan Pérez (Independent) 12. José Garcia Crespo (Independent) 13. Noèlia Roldán Jodar 14. Gonzalo Leal de León 15. Maria del Valle Carmona Ruiz 16. Raquel Romero Escovedo 17. Máxima Serrano Gassó 18. Lourdes Gutiérrez Matamoros 19. Josep María Roset Rubió 20. Joan Canela Coll 21. Jordi Armegol Bertran Suplents: Aleix Sanjuan Güell, Rosa Maria Flavià Folch, Miquel Àngel Aguilar Hisado, Pablo Espín Augadé, Núria Cuadrat Amigó |
|                | Esquerra Republicana de Catalunya-Acord Municipal (ERC-AM) | Jordi Cartanyà i Benet    | Llista 1. Jordi Cartanyà i Benet 2. Òscar Peris i Rodenas 3. Núria Gavarró i Rodríguez 4. Andreu Garcia i Jané 5. Maria Magdalena Jove i Guasch 6. Jordi de Bofarull i Bertran 7. Maria Teresa Rull Ferré 8. Josep Maria Pallàs i Guasch 9. Judit Ciurana i Prast 10. Jaume Plana i Plana 11. Josep Maria Ollé i Masip 12. Glòria Tibau i Masip 13. Lluís Musté i Grau 14. Joan Maria Esteve i Solé 15. Gladys Ester Leiva Muñoz 16. Jaume Sugrañés i Montserrat 17. Marcel Magrané Obradó 18. Laura Climent Batalla 19. Rosa Barrufet Garcia 20. Mercè Modol i Tondo 21. Jordi Castells i Guasch Suplents: Gabriel Guasch i Secall, Joan Serra i Morlà, Maria Candela Palau i Guasch, Ramon Canel i Coll, Rosa Plana i Ollé |
|                | Candidatura d'Unitat Popular-Poble Actiu (CUP-PA)          | Gerard Nogués Balcells    | Llista 1. Gerard Nogués Balcells 2. Jordi Escoda Cusidó 3. Lurdes Quintero Gallego 4. Jordi Pallarès Serra 5. Laura Solé Flo 6. Aida Garcia Secall 7. Marta Lafuerza Garcia 8. Mireia Besora Tondo 9. Francesc Martinell Urgell 10. Carles Cubos Serra 11. Marc Trilla Güell 12. Tais Bastida Aubareda 13. Ester Huguet Roselló 14. Marc Aubareda Montalà 15. Paloma Vicente Vives 16. Montserrat Casellas Miró 17. Jordi Mateu Ollé 18. Sergi Leiva Cabús 19. Roger Serrano Agustench 20. Maria Marfull Trujillo 21. Roger Montalà Martinez Suplents: Marc Guasch Ferrando, Miriam Culleré Pié, Jose Luis Vicente Moreno, Roser Llagostera Espelt, Francesc Rafel Parés Mercadé, Alba Vives Català, Maria Teresa Guasch Ventura, Marc Gasull Escoda, Joan Segura Moreno, Joan Maria Guinovart Llagostera                                    |
|                | Partit Popular (PP)                                        | Francesc Caballero Ristol | Llista 1. Francesc Caballero Ristol 2. Antonio Gámez Martínez 3. Vanessa Raja Fuentes 4. María Josefa Poyato Oquillas 5. Pere Prat Jordà 6. Salvador Lluís Marias Gaspà 7. Encarnació Mestres Velàzquez 8. Victoria Ruth Yunquera Conte (Independent) 9. Antonio Sorroche Mañas 10. María Isabel Ros Fernández (Independent) 11. Rafael Perea Membrillera 12. Maria Dolors Llusà Garriga 13. Virgilio Soto de la Cruz 14. Manuela Arroyo Medina (Independent) 15. Francisco José Pasamon Garcia 16. Maria Teresa Calvet Sans 17. Juan Pedro Martinez Bautista 18. Maria Teresa Gaspà Rovira 19. Valentín González Muñoz (Independent) 20. Francesc de Padua Paris Ferré 21. Alberto Tejero Andrés |
|                | Iniciativa per Catalunya Verds-EUiA-Entesa (ICV-EUiA-E)    | Enric Verdú Font (ICV)    | Llista 1. Enric Verdú Font (ICV) 2. Luís Pérez Barea (EUiA) 3. Montserrat García Tomàs (Independent) 4. Maria Montserrat Font Tomás (ICV) 5. José Guzmán Cañamero (EUiA) 6. Iván González Asensio (EUiA) 7. Maria Mercè Puig Cañellas (Independent) 8. Orlando Edison Bravo Macias (Independent) 9. Maria de los Angeles Simeón de Pablo (EUiA) 10. Oscar Lagueruela Martín (EUiA) 11. José María Barberà Andreu (ICV) 12. Verónica Rubio Lorente (Independent) 13. Ángel Valderrama Galeote (Independent) 14. Antonia Solé Bosch (ICV) 15. Pedro Martín Chicharro (ICV) 16. Elena Soriano Martínez (Independent) 17. Juan José Soto Martínez (EUiA) 18. Josefa Curco Navarro (Independent) 19. Juan Solé Tondo (ICV) 20. José Cabrera del Vas (EUiA) 21. Rosa Maria Prats Salas (ICV) Suplents: Narcisa de Jesús Guzmán Rugel (Independent) |

## Jornada electoral

### Constitució de les meses
En aquell moment, Valls tenia una població de 25.158 habitants, dels quals 17.260 persones van ser cridades a votar en alguna de les 30 meses que es van constituir al municipi.

### Participació
La participació en aquestes eleccions va ser de 55,5%, el qual cosa implica que un total de 9.582 ciutadans del municipi van decidir exercir el seu dret a vot. Comparant aquesta participació amb la mitjana catalana, Valls va registrar una xifra pràcticament idèntica, situant-se en 0,5 punts percentuals per sobre.
A continuació, es presenta una taula amb els percentatges de participació registrats a diferents hores del dia de les eleccions:
| Hores              | Valls          |
| ------------------ | -------------- |
| Participació (14h) | 31,1% ( -1,6%) |
| Participació (18h) | 39,4% ( -4,3%) |
| Participació (20h) | 55,5% ( -3,4%) |